# Catamelas caripina
Catamelas caripina là một loài bướm đêm trong họ Noctuidae.